# Enfriador de agua

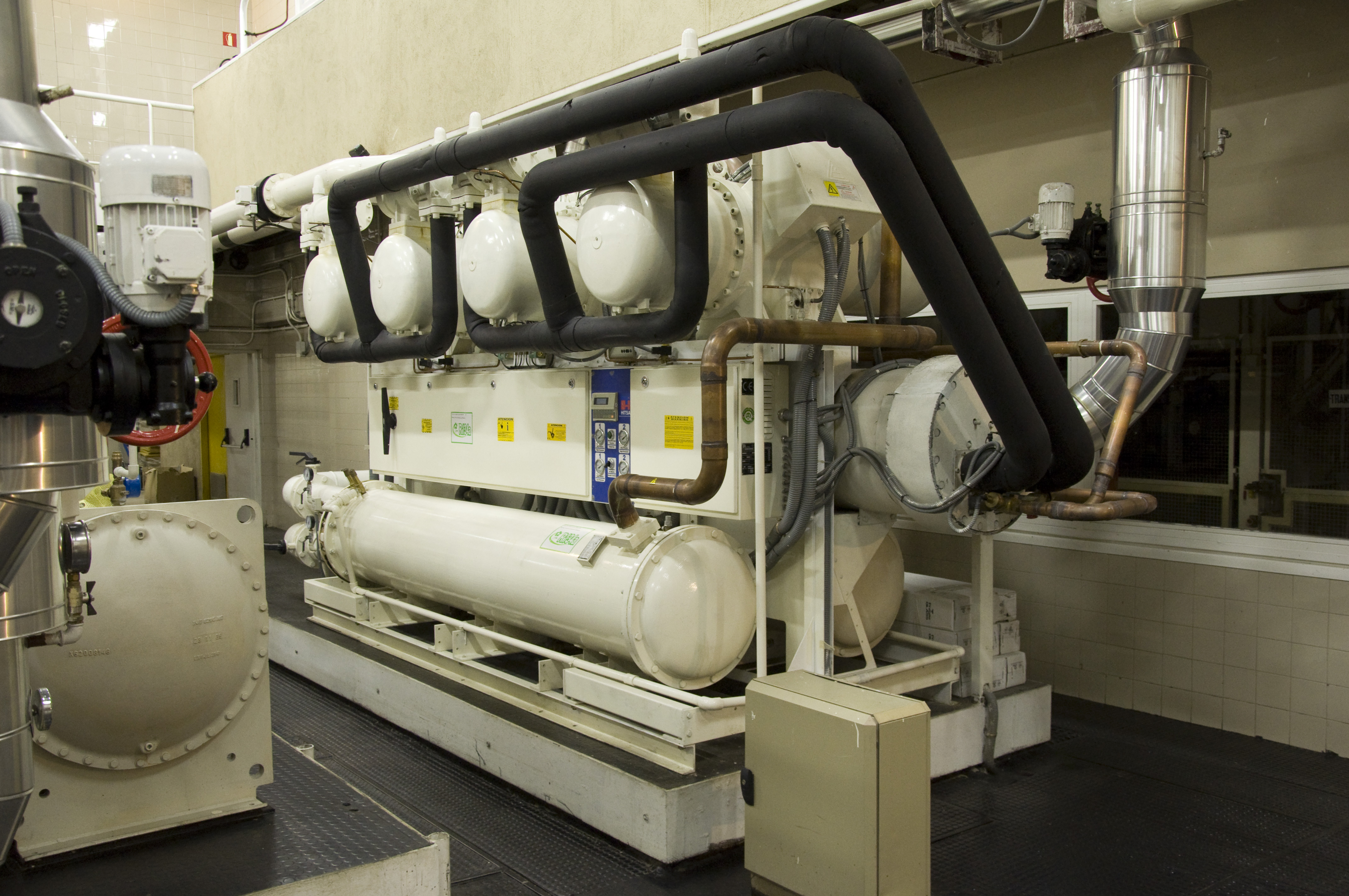
Enfriadora de agua, o chiller, condensada por agua.

Un enfriador de agua o water chiller es un caso especial de máquina frigorífica cuyo cometido es enfriar un medio líquido, generalmente agua. En modo bomba de calor también puede servir para calentar ese líquido. El evaporador tiene un tamaño menor que el de los enfriadores de aire, y la circulación del agua se hace desde el exterior mediante bombeo mecánico.
Son sistemas muy utilizados para acondicionar grandes instalaciones, edificios de oficinas y sobre todo aquellas que necesitan simultáneamente climatización y agua caliente sanitaria (ACS), por ejemplo hoteles y hospitales.
El agua enfriada se puede usar también para:
- Refrigerar maquinaria industrial.
- Plantas de procesos químicos y de alimentos.
- Centros de cómputo (datacenters).
- Procesos de acondicionamiento de aire en grandes instalaciones. El agua -generalmente fría- es conducida por tuberías hacia una Unidad manejadora de aire y/o hacia unidades terminales denominadas ventiloconventores (en inglés: fan coils).
- Producir agua para duchas y calentar piscinas.

## Elementos adicionales
La máquina enfriadora de agua necesita de elementos adicionales que le permitan funcionar:
- Redes de tubería y colectores. Distribuyen el agua enfriada hacia donde se necesita.
- Bombas de circulación. Generalmente dos en paralelo para asegurar que al menos una funciona, así como facilitar operaciones de mantenimiento de la otra.
- Vaso de expansión. Compensan la dilatación del líquido de la red de tuberías.
- Elementos de control, presostatos y sondas de temperatura.
- Depósito de inercia.
- Válvula de llenado y válvula de vaciado.
- Decantadores.
- Torre de enfriamiento o intercambiador exterior, en los que se disipa en el ambiente el calor extraído.
- Ablandador de agua se trabaja con agua blanda para evitar la corrosión en la tuberías de condensación